# Hospital Kingdom
Hospital Kingdom (título original en inglés Kingdom Hospital o Stephen King's Kingdom Hospital) es una serie de televisión estadounidense, remake de la miniserie danesa Riget creada por Lars von Trier.
A pesar de tener previsto hacer dos temporadas, solo se rodó la primera cuya mayoría de capítulos escribió Stephen King y que fue estrenada y emitida en el 2004.

## Argumento
La serie nos presenta un hospital ficticio en Maine, sus empleados, pacientes y los sucesos paranormales que allí ocurren. La historia se centra principalmente en el doctor Hook y Peter Rickman.
Bajo el hospital se encuentran las ruinas de un molino que durante la Guerra Civil ardió provocando la muerte de numerosos niños. El espíritu de Mary, una de esos niños, deambula por el hospital en compañía de un extraño oso hormiguero.
Antes del Hospital Kingdom se había construido otro hospital que también quedó destruido como el molino y en el que contaban numerosas historias de fantasmas. El nuevo hospital ha heredado esas historias que son acentuadas por leves terremotos puntuales que solo son sentidos en el hospital.
El doctor Hook atiende con dedicación y simpatía a todos los pacientes y aunque lo disimula, es consciente de que en el hospital suceden cosas sobrenaturales. Tanto Hook como el director del Hospital pertenecen a una sociedad secreta que realiza un peculiar saludo.
Hook sospecha que algo malo está ocurriendo o va a ocurrir; la muerte de la señora Druse, una afable médium que realiza habitualmente sesiones de espiritismo en el Hospital, le pone sobre la pista del fantasma de Mary pero sus enfrentamientos constantes con el insoportable jefe de neurología, el doctor Stegman, y los casos que debe atender, le impiden investigar libremente.
Peter Rickman es atropellado y queda en aparente estado catatónico aunque es consciente de todo lo que le pasa alrededor. Ya en el hospital, Mary le ayuda a salir de su cuerpo en forma astral, sintiendo Rickman un ligero alivio al poder moverse. Pasea junto a la niña y a Antibus, el oso hormiguero y pasan a un plano diferente de la realidad, una especie de mundo de sueños donde un terrorífico adolescente los persigue y parece atemorizar a Mary.
Rickman visita asiduamente ese mundo onírico y allí conoce otros fantasmas y trata de averiguar quién es el, en apariencia, adolescente que inquieta a Mary. Descubre que se llama Paul.
Hook es guiado por el espíritu de la señora Druse pero a pesar de que se acentúan los temblores, se centra en reunir pruebas contra Stegman y lograr desacreditarlo. Se ve obligado a acudir a una reunión de su grupo secreto, que resulta ser inofensivo y ciertamente banal.
Paralelamente, el doctor más joven en la plantilla tiene un tórrido romance con una de las doctoras más maduras, los recién muertos tienen estrafalarias experiencias post mortem y Antibus se va perfilando como una especie de parca que se ha establecido en aquel lugar en apariencia maldito y que con el paso de los años, ha trabado amistad con Mary.
En medio de todo, sin enterarse de nada, nos encontramos siempre a Otto, el miope guarda de seguridad que no deja de insistir en que es el sustituto del verdadero guardia. Lo acompaña un perro cuyos pensamientos oyen solo los espectadores. También aparecen y desaparecen una pareja con el síndrome de down encargada de la limpieza que, por el contrario a Otto, saben qué ocurre en cada momento.
Hook y Rickman van recopilando información en paralelo y parecen converger. Paul es un espíritu maligno que también murió allí y que quiere condenar todas las almas posibles. Pretende destruir el Hospital y continuar con la tradición de catástrofes que ocurren con todo lo que se edifica allí. 
Mary es la clave para detenerlo y la señora Druse les indica que deben tomar un somnífero para que ella los lleve al pasado y eviten que aquel sitio quede maldito.

## Reparto principal
- Doctor Hook: Andrew McCarthy
- Peter Rickman: Jack Coleman
- Mrs. Druse: Diane Ladd
- Mary Jensen: Jodelle Ferland
- Doctor Jesse James: Ed Begley, Jr.
- Doctor Stegman: Bruce Davison
- Doctor Elmer: Jamie Harrold
- Doctora Lorna: Sherry Miller
- Enfermera Carrie: Lena Georgas
- Otto: Julian Richings

## Episodios
- 1-Venga a nosotros tu reino
- 2-El reino de los muertos
- 3-Beso de despedida
- 4-El lado oeste de la medianoche
- 5-El reino de Hook
- 6-El joven y el sincabeza
- 7-Reino negro
- 8-Sin corazón
- 9-Manazas
- 10-La passion del reverendo Jimmy
- 11-El día del ataque
- 12-Debe quedarse en cama
- 13-Apoteosis